# Jak to chodí u hrochů
Jak to chodí u hrochů je český loutkový animovaný televizní seriál, jehož první série byla natočena v roce 2000, ve stejném roce byl seriál poprvé vysílán v rámci večerníčku. Druhá série byla natočena na přelomu roku 2004/2005 a vysílána v únoru roku 2005.
Námět připravil Jan Balej, který současně zpracoval i scénář, výtvarně připravil a věnoval se i režii seriálu. Kameru měl na starosti Miloslav Špála. Seriál namluvili Jiří Lábus a Barbora Hrzánová. Hudbu zkomponoval František a Karel Holas (nahral Cechomor). Bylo natočeno celkem 26 epizod, ty patřily mezi kratší, trvaly kolem 6 minut.

## Synopse
Každé ráno maminka s tatínkem odjíždějí do práce a doma zůstanou hroší děda a vnouček. A aby si ukrátili čas, vymýšlejí spolu různé hry…

## Seznam dílů
1. Létající koberec
2. Indiáni
3. Bombardón
4. Škola
5. Na čekané
6. Severní pól
7. Nůžky
8. Návštěva
9. Hroší džin
10. Opravdová hudba
11. Dárek
12. Smutná kytka
13. Ptačí máma
14. Krabice
15. Tygr
16. Fakír
17. Piráti
18. Pecka
19. Hroší motýlek
20. Horolezec
21. Houby
22. Album známek
23. Ping pong
24. Afrika
25. Tlustá rybička
26. Vánoce

## Další tvůrci
- Animace: Alfons Mensdorff-Pouilly, Xenie Vavrečková
- Spolupráce: Ondřej Zika, Jaroslav Bezděk, Jan Balej
- Výroba: Viktor Mayer